# Emmanuel Cerda
Emmanuel Cerda (San Luis Potosí, México, 27 de enero de 1987) es un futbolista mexicano. Juega de delantero y su equipo actual es Potros UAEM de la Liga de Ascenso de México.

## Trayectoria
Emmanuel Cerda proviene de las fuerzas inferiores de los Tigres de la Universidad Autónoma de Nuevo León, en el 2006 fue ascendido al primer equipo y su debut en primera división se produjo el 1 de abril de ese mismo año en un encuentro ante el Club Deportivo Estudiantes Tecos que finalizó con marcador de 0-0.

### Universitario de Deportes
En septiembre de 2009, fue cedido en calidad de préstamo sin opción de compra al Club Universitario de Deportes del Perú. Fue campeón nacional con el equipo merengue logrando clasificar a la Copa Libertadores 2010, El chilis jugó 10 partidos y anotó 4 goles dejando una grata impresión. Regresó al equipo de Tigres luego de salir campeón con el Universitario de Deportes, además de contribuir con 4 goles para dicho equipo. Luego Universitario de Deportes buscó la renovación del préstamo, sin embargo, Tigres se negó a prestarlo al club merengue.
El día 27 de mayo de 2010 fue fichado por el Deportivo Toluca a petición de José Manuel de la Torre. Para el Torneo Apertura 2011 regresó a Tigres de la UANL. Tras la adquisición de Dorados de Sinaloa por el Grupo Tijuana, Cerda pasa a ser refuerzo del Club Tijuana, en junio de 2013.

### Américas Kings League
El 7 de abril de 2024, hizo su única aparición en la Américas Kings League como jugador 13 del club peruano Persas FC, donde tuvo el rol de delantero en un partido contra Atlético Parceros FC, equipo colombiano de James Rodriguez y Pelicanger.

## Clubes
| Club                      | País   | Año         |
| ------------------------- | ------ | ----------- |
| Tigres de la UANL         | México | 2005 - 2009 |
| Universitario de Deportes | Perú   | 2009        |
| Tigres de la UANL         | México | 2010        |
| Deportivo Toluca          | México | 2010 - 2011 |
| Tigres de la UANL         | México | 2011 - 2012 |
| San Luis                  | México | 2012        |
| Puebla F. C.              | México | 2013        |
| Club Tijuana              | México | 2013 - 2014 |
| Dorados de Sinaloa        | México | 2014        |
| Club Celaya               | México | 2015        |
| Murciélagos FC            | México | 2015 - 2016 |
| Potros UAEM               | México | 2016 - 2016 |
| Habitat 77                | México | 2019        |
| Persas FC                 | Perú   | 2024        |

## Palmarés

### Campeonatos nacionales
| Título                    | Club                      | País   | Año  |
| ------------------------- | ------------------------- | ------ | ---- |
| Primera División del Perú | Universitario de Deportes | Perú   | 2009 |
| Torneo Apertura           | Tigres de la UANL         | México | 2011 |